# Бірча

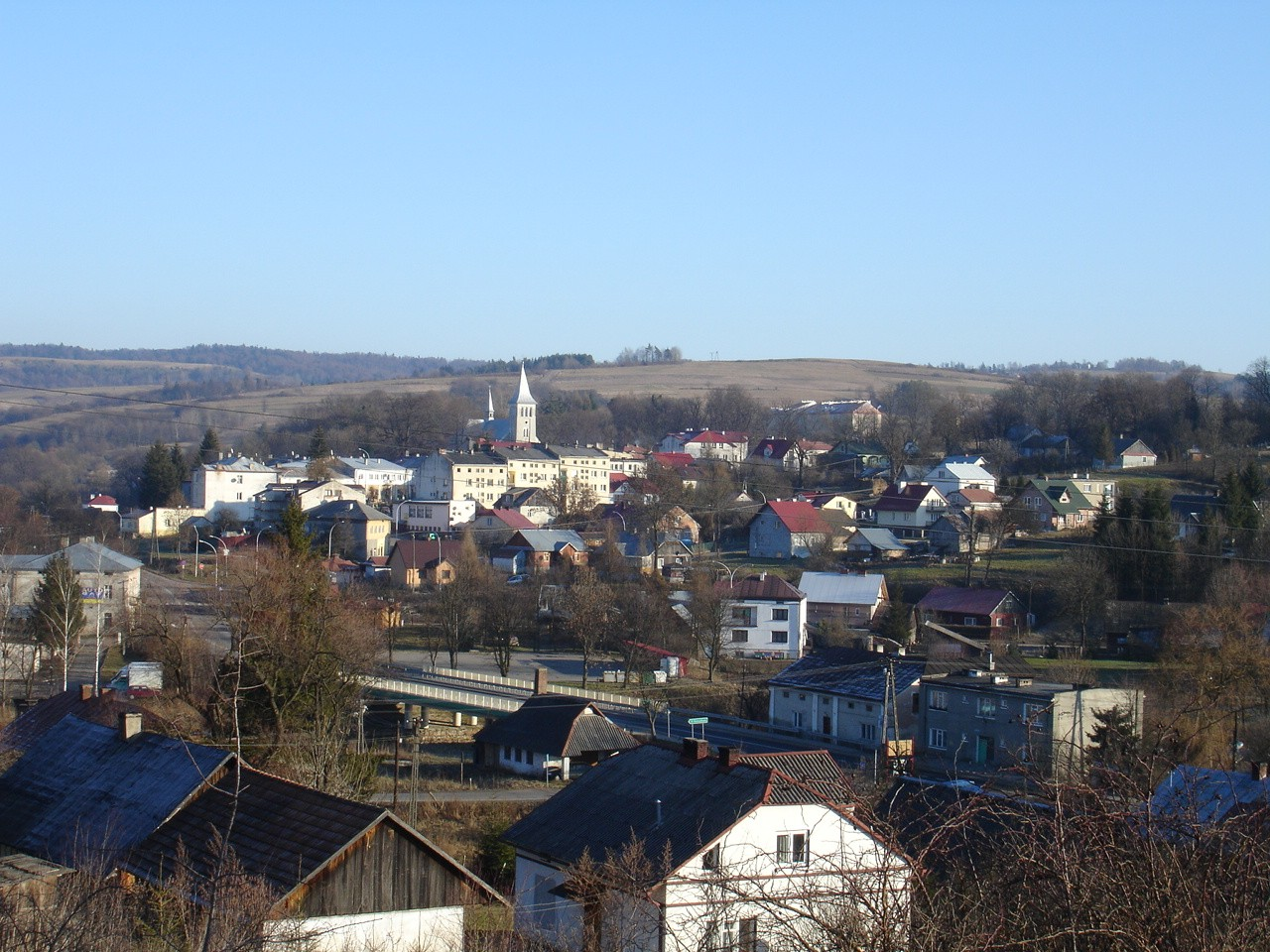

Український греко-католицький собор Пречистої Богородиці знищений польською владою у 1964 році.

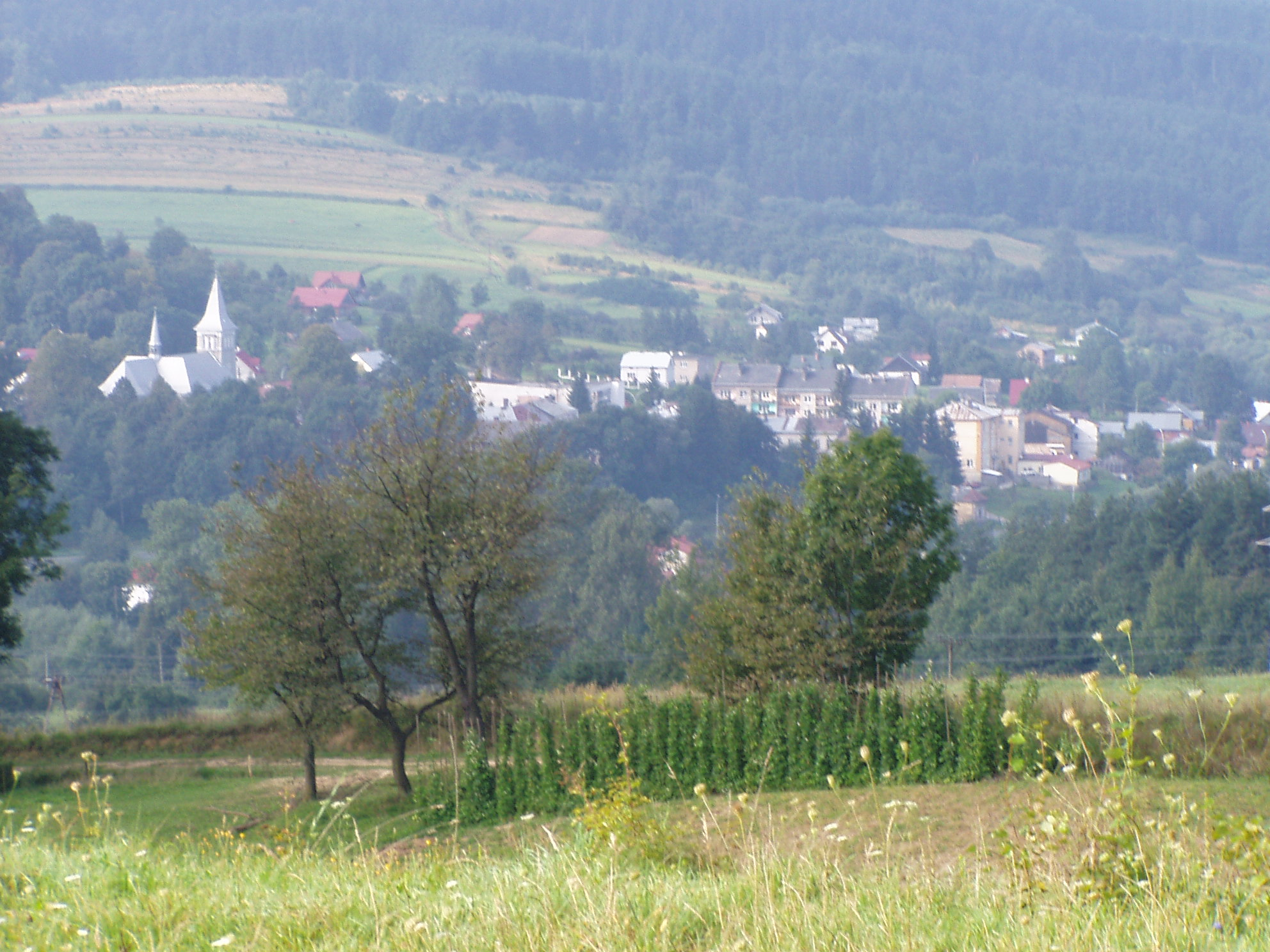

Бі́рча (пол. Bircza) — місто (у 1934-2023 село) в середньому Бескиді, Перемишльського повіту в Підкарпатському воєводстві на південному сході Польщі. Центр гміни Бірча. Населення — 1045 осіб (2011). Стара назва — Борча, Борця (пол. Borcza). Родинне гніздо дому Борецьких.
Місцевість складалася з кількох частин: Місто, Оболонь, Жень, Вигін, Кам'яна Гірка, Двір, Торговиця, Млинище (пол. Miasto, Błonie, Żeń, Wygon, Kamienna Górka, Dwór, Targowica, Mielnicze). Через місцевість протікає невеличка річка Ступниця, притока Сяну.

## Географія
Село розташоване на відстані 24 кілометри на південний захід від центру повіту міста Перемишля і 51 кілометр на південний схід від столиці воєводства  — міста Ряшева.

## Історія
В XI-XIII століттях на цих землях існувало Перемишльське руське князівство зі столицею в Перемишлі, яке входило до складу Галицького князівства, а пізніше Галицько-Волинського князівства.
Перша згадка з 1188 року.
Родове гніздо і отчина руського шляхетного роду Борецьких.
Після захоплення цих земель Польщею Бірча в 1340–1772 роках входила до складу Сяноцької землі Руського воєводства Королівства Польського.
У 1422 році зафіксовано існування в Бірчі православного монастиря святого Онуфрія.
В 1464 році король надав місту маґдебурзьке право.
Тут у 1560 році народився Іов Борецький.
В 1772 році внаслідок першого поділу Польщі Бірча відійшла до імперії Габсбургів.
У травні 1848 року в Бірчі утворено деканальну Руську Раду, котра підлягала Головній Руській Раді й діяла до 1851 року.
За даними Географічного словника Королівства Польського та інших слов'янських земель, виданого в Варшаві в 1880–1914 роках (том 1 дозволено цензурою царської Росії 28 листопада 1879 року), на той момент Бірча належала до Добромильського повіту (повітову владу перенесено в Добромиль в липні 1876 року власне з Бірчі), мала дві парафії (римо-католицьку та греко-католицьку) та тривіальну школу. Римо-католицькій парафії, яка налічувала 2579 вірних, належав дерев'яний костел, збудований в 1743 році. Одночасно в місті знаходився бірчанський деканат греко-католицької церкви, який належав до Перемишльської дієцезії. Деканат об'єднував 19 парафій (серед них в селах Березка, Липа, Павлокома, Явірник-Руський) з загальною кількістю 22 тисячі 428 вірних, серед яких парафія саме Бірчі з філіями становила 2067 осіб. В загальному Бірчанське староство налічувало 91 гміну, 96 населених пунктів та 52 тисячі 322 мешканці.
Після розпаду Австро-Угорщини і утворення Другої Речі Посполитої Бірча опинилася по польському боці розмежування, що було закріплено в Ризькому мирному договорі 1921 року.
Від 1922 до 1944 року парохом УГКЦ в Бірчі був Іван Лебедович.
Бірча втратила міські права 1934 року — стало селом і центром ґміни Бірча Добромильського повіту Львівського воєводства. На 1.01.1939 в селі було 2290 жителів, з них 370 українців, 740 поляків, 30 польських колоністів міжвоєнного періоду і 1150 євреїв.
У 1939–1941 та 1944–1945 рр. містечко, що знаходиться на правому, східному березі Сяну, належало до СРСР і було районним центром Бірчанського району Дрогобицької області (обласний центр — місто Дрогобич).
31 липня 1944 року місцевість було окуповано Червоною Армією.
13 серпня 1944 розпочато мобілізацію українського населення Дрогобицької області до Червоної Армії (облвоєнком — підполковник Карличев).
У березні 1945 року згідно з радянсько-польським договорами Бірчанський район з районним центром Бірча, Ліськівський район з районним центром Лісько та західна частина Перемиського району (з містом Перемишль) зі складу Дрогобицької області передано Польщі.
Москва підписала й 16 серпня 1945 року опублікувала офіційно договір з Польщею про встановлення лінії Керзона українсько-польським кордоном та, незважаючи на бажання українців залишитись на рідній землі, про передбачене «добровільне» виселення приблизно одного мільйона українців з «Закерзоння», тобто Підляшшя, Холмщини, Надсяння і Лемківщини.,
Розпочалося виселення українців з рідної землі. Проводячи депортацію, уряд Польщі, як і уряд СРСР, керувалися Угодою між цими державами, підписаною в Любліні 9 вересня 1944 року, але, незважаючи на текст угоди, у якому наголошувалось, що «Евакуації підлягають лише ті з перелічених (…) осіб, які виявили своє бажання евакуюватися і щодо прийняття яких є згода Уряду Української РСР і Польського Комітету Національного Визволення. Евакуація є добровільною і тому примус не може бути застосований ні прямо, ні посередньо. Бажання евакуйованих може бути висловлено як усно, так і подано на письмі.», виселення було примусовим і з застосуванням військових підрозділів.
У 1945–1946 році під Бірчею відбувалися бої між УПА та польськими комуністичними силами безпеки.
Українське населення села, якому вдалося уникнути депортації до СРСР, попало в 1947 році під етнічну чистку під час проведення Операції «Вісла» і було виселено на ті території у західній та північній частині польської держави, що до 1945 належали Німеччині.
Бірча зберегла містечкову забудову, у містечку є палац Гумницьких із гарним парком. 
З 1 січня 2024 поновлено статус міста.

### Церква Богородиці
У 1924 році за проектом Євгена Нагірного було розпочато будівництво греко-католицької церкви. Цю рідкісну за своєю архітектурою хрещату необарокову церкву із циліндричною навою (ротонда) було висаджено в повітря у 1964 році.
В Бірчі існувало дві українські церкви. Одна - старша, побудована у 1728 році. Після виселення корінного населення була знищена першою у 1948 році. 21 вересня 1921 року було освячено фундаменти нового храму, за проектом львівського архітектора Євгена Нагірного, посвячення проводив перемиський єпископ Йосафат Коциловський. До мурування стін приступили у 1924 році. Це була монументальна одно-купольна, центрична у плані, мурована будівля, архітектура якої відобразила унікальний синтез традицій Прикарпатського народного зодчества та візантійської столично-репрезентативної архітектури. Кошти на будівництво збирали із багатьох навколишніх парафій. Станом на 1939 рік було зібрано коло 150 000 злотих. Висота храму становила 36 метрів, а ширина 32 м. Після виселення українців, споруда була збезчещена і, згодом, перетворена на склад. У 1969 році польські сапери заклали вибухівку та підірвали храм. Залишки споруди знаходились на церквищі до кінця 1970-х років. Після вивезення руїн, на місці храму влаштоване торговище.

## Населення
Демографічна структура станом на 31 березня 2011 року:
|          | Загалом | Допрацездатний вік | Працездатний вік | Постпрацездатний вік |
| -------- | ------- | ------------------ | ---------------- | -------------------- |
| Чоловіки | 518     | 92                 | 380              | 46                   |
| Жінки    | 527     | 100                | 315              | 112                  |
| Разом    | 1045    | 192                | 695              | 158                  |

- 1589 — 49 будинків, 245 мешканців
- 1785 — 500 мешканців, з них 140 греко-католиків, 200 римо-католиків та 160 юдеїв
- 1840 — 272 греко-католики (нема даних про вірних інших конфесій)
- 1859 — 239 греко-католиків
- 1879 — 339 греко-католиків
- 1890 — 291 греко-католик, 715 римо-католиків, 989 юдеїв
- 1921 — 247 будинків, 1929 мешканців, з них 297 греко-католиків, 590 римо-католиків, 1038 євреїв
- 1926 — 421 греко-католик
- 1929 — 1929 мешканців
- 1939 — 2290 мешканців, з них 370 греко-католиків, 770 римо-католиків, 1150 юдеїв
- 1944 — 1060 мешканців, з них 800 поляків та 260 українців
- 1997 — 1127 мешканців
- 2006 — 1075 мешканців